# اوکیناوا ۱۳۱۸۸
سیارک ۱۳۱۸۸ (به انگلیسی: 13188 Okinawa، نامگذاری:1997AH5) سیزده هزار و صد و هشتاد و هشتمین سیارک کشف شده‌است که در ۳ ژانویه ۱۹۹۷ کشف شد.
قدر مطلق سیارک برابر ۱۴.۱ است.